# Caldono
Caldono es una población y municipio colombiano en el departamento de Cauca.

## Historia
Según cuenta la historia en la mitad del siglo XVI algunos indígenas Paeces bajo las órdenes del Cacique Diego Calambás huyeron entre las montañas, para esconderse de las posibles represalias de las tribus vecinas por haber ayudado a los españoles durante el proceso de conquista, los fugitivos se radicaron en las tierras donde hoy están Jambaló, Tacueyó, Caldono, entre otros.
Por otro lado, existen dos versiones, una en la cual, la marquesa de la Majestad de San Miguel de la Vega fundó esta población en 1730 y en la otra la fundación se debe al Capitán Hernando Arias Saavedra, quien estaba acompañado del Cacique Calambas.

## Geografía
Situado en el norte del Departamento del Cauca a 67 kilómetros de Popayán. su principal río es el Ovejas y su relieve altamente montañoso.
- Sus coordenadas son 2°47′59″ latitud norte y 20’’ longitud occidental.
- Su extensión es de 379,98 km².

### Límites
Al norte limita con Santander de Quilichao, al oriente con el municipio de Jambaló, al sur con Silvia y al occidente con Piendamó.

## División Político-Administrativa
Aparte de su Cabecera municipal. Caldono tiene bajo su jurisdicción los siguientes Centros poblados:
- Cerro Alto
- Crucero de Pescador
- El Pital
- Pescador
- Pueblo Nuevo
- Siberia

### Resguardos Indígenas
En el municipio existen resguardos indígenas que conforman el territorio sath tama kiwe.

## Economía
Predominan los cultivos de café, fique, yuca y plátano, hortalizas, cebolla, tomate, zanahoria y repollo, entre otros. Como la coca y la amapola.

## Demografía
- Población por género: Mujeres 49%, Hombres 51%

### Composición étnica
Según cifras presentadas por el DANE en el censo de 2018 la composición etnográfica de la ciudad es:
- Indígenas (75,3%)
- blancos y Mestizos (24,3%)
- Afrocolombianos (0,3%)

## Vías de comunicación
- Terrestre

La Carretera Panamericana, carreteras secundarias y vías que le permiten conectarse con Popayán, Santander de Quilichao y Santiago de Cali.